# Benved-familien
Benved-familien (Celastraceae) er en stor familie af træer, buske og lianer med ca. 100 slægter, der især hører hjemme i de tropiske egne. Selv om blomsterne som regel er insektbestøvede, er de oftest små og grønlige. Frøene er gule eller røde. De er omgivet af en kraftigt farvet, kødfuld frøkappe. Her nævnes kun de slægter, som rummer arter, der er vildtvoksende i Danmark, eller som dyrkes her.
Leverurt-familien regnedes tidligere for en selvstændig familie, men er nu efter APG III-systemet optaget i Benved-familien.
| Slægter |

- Benved (Euonymus)
- Celaster (Celastrus)
- Leverurt (Parnassia)
- Paxistima
- Tripterygium